# Juan Manuel Terán
Juan Manuel Terán Alurralde (San Miguel de Tucumán, 22 de junio de 1809- íd., 16 de octubre de 1880), fue un estanciero, comerciante y político argentino, gobernador interino de la provincia de Tucumán en 1861.

## Biografía
Hijo de María Mercedes Alurralde y de José Manuel Terán, poseía una estancia en el departamento Burruyacu. Contrajo matrimonio con Hipólita Silva el 8 de marzo de 1846.
Fue varias veces miembro de la Sala de Representantes. En 1849, el gobernador Celedonio Gutiérrez lo colocó al frente de los trabajos de construcción de la Iglesia Matriz; desempeñó la misión confiada con tanta eficacia, que en 1851 el Poder Ejecutivo solicitó a la Sala que se lo premiara “con una medalla de oro y la dispensación (sic) de 16 años en los diezmos de sus haciendas”, en atención a “los desinteresados servicios que está prestando en la obra de la Iglesia Matriz”. En la sesión del 31 de marzo de ese año, donde se trató el asunto, Terán pidió la palabra –dice el acta- “y expresando su gratitud, dijo que renunciaba al premio propuesto por sus servicios y concluyó pidiendo que no se ocupara Su Honorabilidad de este asunto”.
En 1854 presidió la primera Comisión Municipal que se instituyó para administrar la ciudad.
El 4 de octubre de 1861 la fuerza compuesta de catamarqueños, santiagueños, salteños y tucumanos, del general Navarro derrotó al ejército de Tucumán, dirigido por del Campo, que respondía al gobernador Villafañe, en la batalla del Manantial. Al día siguiente, una asamblea popular en la capital de la provincia, dada la acefalía, eligió a Terán como gobernador interino. Sólo estuvo breves días en la función, habiendo designado ministro general de gobierno al doctor Ricardo Viaña. La provincia fue saqueada completamente: se destacaron partidas para que juntasen todo el ganado que encontrasen y lo arreasen, sin dar recibo. Los ingenios fueron completamente destruidos, lo que no podían llevar lo despedazaban, echando tierra a las mieles y destapando las vasijas de aguardiente. Se calcula en más de 25.000 cabezas de ganado vacuno, 7.000 caballos y mulas y miles de arrobas de aguardiente y azúcar, las que se sacaron de la provincia, sin dar lugar a ningún tipo de reclamo. Se impuso una contribución de siete mil pesos a muchos ciudadanos y como éstos se resistieron, fueron encarcelados. Ante esta situación, el gobernador Terán decidió delegar el mando, sucediéndole Patricio Acuña.